# San Cucufate de Llanera
San Cucufate de Llanera (en asturiano y oficialmente, San Cucao) es una parroquia del concejo de Llanera en Asturias (España).

## Toponimia
El topónimo procede del latín SANCTUM CUCUFATUM, santo católico conocido como san Cucufate, a cuya advocación está dedicada la iglesia parroquial.

## Geografía
La parroquia tiene una extensión de 13,02 km² y se sitúa en el extremo suroccidental del concejo y limita al este con el municipio de Las Regueras y al sur con el de Oviedo.
Con las parroquias de Llanera limita al noroeste con la de Santa Cruz, al norte con la de Bonielles, al este con la de Rondiella y al sureste con la de Ables.
El río Nora forma la frontera natural con el concejo de Oviedo desde la parroquia de Ables hasta la localidad de Agüera, formando meandros como el del Molinón, en Guyame, donde se conservan 2 molinos.
En las inmediaciones de Agüera desembocan en el Nora, por la derecha, los arroyos de Tuernes y Gafares, a poniente y levante de la localidad, respectivamente. El arroyo de Tuernes, conocido también como Heros, Cuevas o Cueves, en sus últimos metros forma un complejo kárstico en la Caliza de Montaña, formación del Carbonífero inferior. El complejo incluye tramos subáereos y subterráneos, con cuevas, gargantas y arcos.

## Vías de comunicación
La principal vía de comunicación en el término parroquial es la carretera local de 1.º orden AS-373, que comunica Posada de Llanera, capital del concejo, con Biedes (Las Regueras). También discurren por la parroquia las carreteras locales de 2.º orden de Bonielles (LL-5), de Brañes (LL-6), de Tuernes a La Granda (LL-7) y la de San Cucao a Puente Cayés (LL-11).

## Demografía
La evolución demográfica de la parroquia desde el año 2000 hasta 2013 es la siguiente:
| 684                                           | 690 | 685 | 668 | 662 | 672 | 658 | 676 | 668 | 692 | 696 | 715 | 727 | 731 |
| (Fuente: Padrón municipal de habitantes, INE) |     |     |     |     |     |     |     |     |     |     |     |     |     |

| Gráfica de evolución demográfica de San Cucufate de Llanera entre 2000 y 2013 |
|                                                                               |
| - Población según padrón municipal de habitantes. Fuente INE.                 |

### Entidades de población
Según el nomenclátor de 2013, la parroquia comprende los siguientes entidades de población:
| Entidad            | Nombre oficial (en asturiano) | Categoría histórica | Altitud (m) | Distancia a la capital (km) |
| ------------------ | ----------------------------- | ------------------- | ----------- | --------------------------- |
| Agüera             | Agüera                        | lugar               | 170         | 3,2                         |
| Baúro              | Vaúro                         | lugar               | 210         | 3,0                         |
| Cañe               | Cañe                          | lugar               |             | 3,5                         |
| Guyame             | Guyame                        | lugar               | 165         | 2,0                         |
| Piñera             | Piñera                        | lugar               |             | 3,5                         |
| San Cucao          | San Cucao                     | lugar               | 190         | 2,2                         |
| Tuernes el Grande  | Tuernes el Grande             | lugar               | 170         | 6,5                         |
| Tuernes el Pequeño | Tuernes el Pequeñu            | lugar               | 157         | 5,0                         |
| Villanueva         | Villanueva                    | aldea               | 160         | 4,0                         |

El diccionario de Madoz recoge, en la voz «CUCUFATO o CUCAO (SAN)», que la población, de 223 vecinos y 904 almas, se distribuye en los lugares de «Aguera, Bauno, Cuyame, Piñera, Tuernes el grande, Tuernes el pequeño y Villanueva».

## Patrimonio
Según el inventario de bienes culturales del concejo de Llanera realizado por el ayuntamiento, dentro del término parroquial se encuentran los siguientes bienes:
Arquitectónico de Asturias

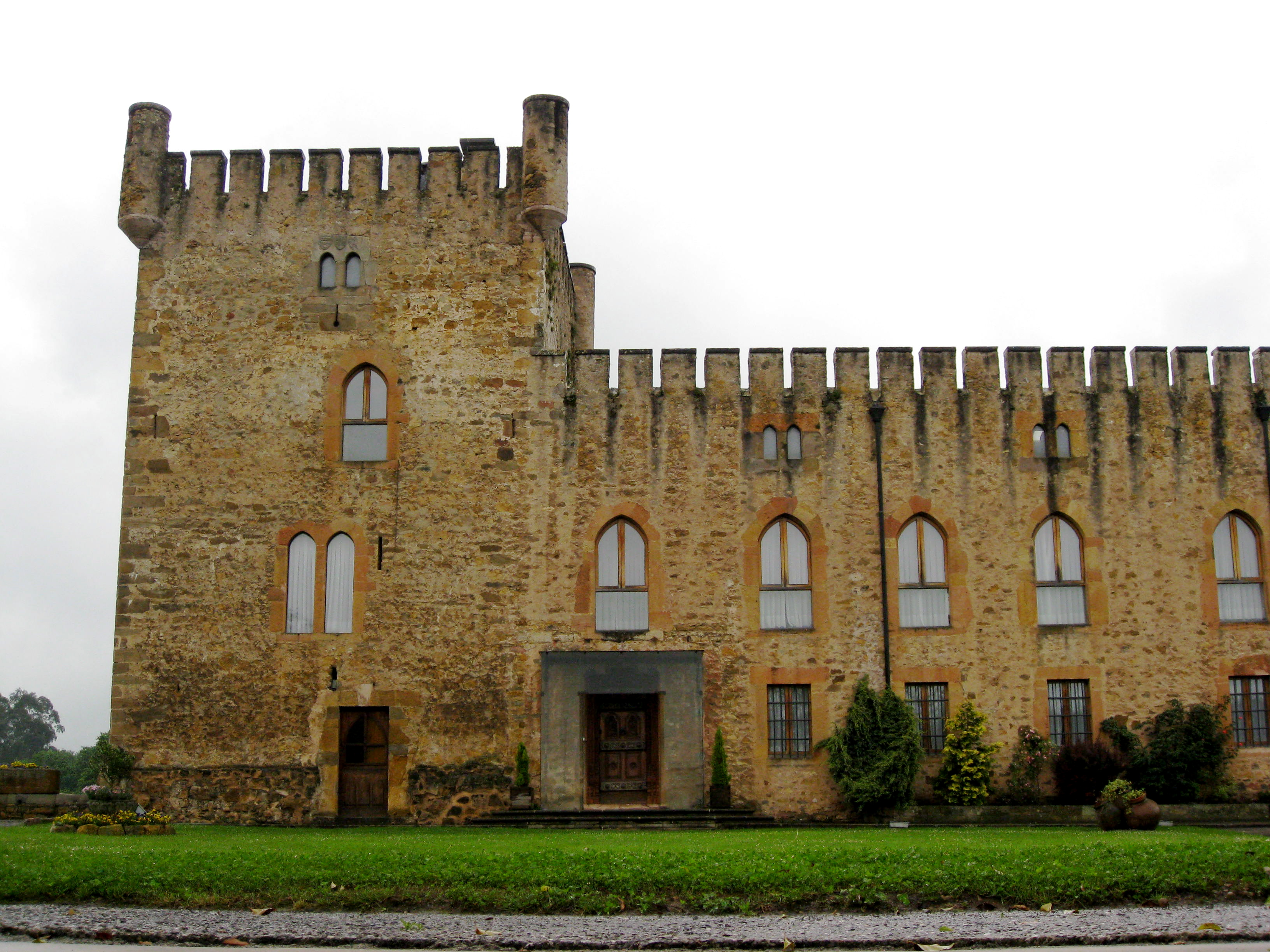
Torre de los Valdés.

- la capilla de san Pedro, en Agüera;
- el palacio y la capilla de Cañe;
- la capilla del Diablo y la torre de los Valdés, en Guyame;
- la iglesia parroquial, en San Cucao; y
- el palacio de los Valdés y la capilla de la Asunción, en Villanueva.

Arquitectónico local
- las casas de Pepe Carlos, Pepa, Burión y la quinta Tartiere en San Cucao.

Arqueológico
- el abrigo de la Nora, en Agüera.

Etnográfico
- las casas tradicionales de Josenón, los Martínez Bango y de Chinta en Piñera, Guyame y Tuernes el Grande, respectivamente;
- el Molinín y el Molinón de Guyame, el molín de Segundín en Ablanda, todos ellos de categoría regional; y el molín de Eros y las ruinas del molino de Los Covarones, en Tuernes el Grande, y las ruinas del molín de Josenón, en Piñera, de categoría municipal;
- el lavadero de Tuernes el Grande;
- los hórreos de Casa El Roxu en Tuernes el Pequeño y el de Villanueva; y las paneras de Casa Josenón, en Piñera, de Casa El Ferreru, en Tuernes el Pequeño, y de Tuernes el Grande.

### Arquitectónico
Dentro del patrimonio arquitectónico destacan el palacio de Villanueva y la torre de Valdés. Conocidos también como las Torres Nuevas y la Torre Vieja, respectivamente, están catalogadas como bienes de interés cultural. Ambas construcciones están vinculadas al linaje de los Valdés, que tenía su solar en el lugar de La Viña, próximo al paraje de El Pico, donde se encuentra la Torre Vieja.
Dentro de la arquitectura religiosa, existen varios edificios inclusos en el Inventario del Patrimonio Arquitectónico de Asturias: la iglesia parroquial, en San Cucao, la capilla del Diablo, en Guyame, y la capilla de San Pedro, en Agüera, y la capilla de La Asunción, en Villanueva.
La iglesia parroquial de San Cucufate es de estilo barroco-historicista. Fue rehabilitada tras la guerra civil española, en que fue destruida por un incendio. Según Ramón Rodríguez, de su fábrica original solo se conservan seis canecillos en la cabecera. Dispone de un retablo manierista, originario de una iglesia de Toledo o Madrid. Su traslado, en 1945, fue debido a las gestiones de Carmen Polo, esposa del entonces jefe de Estado y cuya familia materna era oriunda de la parroquia.
La capilla del Diablo, en Guyame, sólo conserva la planta y parte de los muros de su fábrica original, de datación incierta. Según Ramón Rodríguez debe su nombre a una imagen existente del diablo expulsado del Paraíso por el arcángel Gabriel. El inventario, por su parte, lo relaciona con una imagen de San Antonio, a cuya adovación estaría dedicada la capilla, en la que pisoteaba a «un ser esquelético de sonrisa burlona y completamente rojo, con cadenas, identificado con el diablo». 
En Agüera se encuentra la pequeña capilla dedicada a san Pedro, datada en el siglo XIX. La actual capilla de La Asunción, en Villanueva, fue anteriormente la iglesia de Santa María de Villanueva. Como tal, aparece en la donación que la reina Urraca hizo al cabildo de la catedral de Oviedo en 1161: 

Dono etiam in territorio de planeira, ecclesiam sancte marie de uilla noua et ipsam uillam nouuam cum hereditatibus et familias, ...
También os doy en el territorio de Llanera, la iglesia de Santa María de Villanueva y la misma Villanueva con herencias y familias, ...
Transcripción de Ciriaco Miguel Vigil

Dentro de la arquitectura civil, la casa Pepe Carlos es un ejemplo de arquitectura indiana.